# Interkozmosz–4
Az Interkozmosz–4 (IK-4) szovjet tudományos műhold, a szocialista országok közös Interkozmosz űrprogramjának egysége.

## Jellemzői
1970. október 14-én a Kapusztyin Jar rakétakísérleti lőtérről a Majak–2 indítóállásából egy Interkozmosz hordozórakétával, a Kosmos–2 (63SZ1)  típussal juttatták Föld körüli, közeli körpályára. Az orbitális egység pályája 93,6 perces, 48,4 fok hajlásszögű, elliptikus pálya-perigeuma 255 kilométer, apogeuma 649 kilométer volt. Energiaellátását akkumulátorok és napelemek összehangolt egysége biztosította. Feladata, felépítése, tudományos programja megegyezett az Interkozmosz–1 műholdéval. Hasznos tömege 320 kilogramm. Aktív szolgálati idejét 1971. január 17-én, 95 nap után fejezte be, a Föld légkörébe érve elégett.

## Külső hivatkozások
- Interkozmosz–4. skyrocket.de. (Hozzáférés: 2012. december 14.)
- Interkozmosz–4. lib.cas.cz. (Hozzáférés: 2012. december 15.)

| Elődje: Interkozmosz–3 | Interkozmosz sorozat 1969–1994 | Utódja: Interkozmosz–5 |